# Palomares del Río
Palomares del Río is een gemeente in de Spaanse provincie Sevilla in de regio Andalusië met een oppervlakte van 13 km². In 2007 telde Palomares del Río 5738 inwoners.

## Demografische ontwikkeling
Bron: INE, 1857-2011: volkstellingen
Opm.: In 1857 werd Almensilla een zelfstandige gemeente